# Mesestola
Mesestola is een kevergeslacht uit de familie van de boktorren (Cerambycidae). De wetenschappelijke naam van het geslacht werd voor het eerst geldig gepubliceerd in 1980 door Breuning.

## Soorten
Mesestola omvat de volgende soorten:
- Mesestola brochieri Touroult, 2007
- Mesestola guadeloupensis Breuning, 1980